# Marianniny rozmary
Marianniny rozmary (Les caprices de Marianne), v jiném překladu Marianniny vrtochy, nebo Rozmary Marianniny, je romantická divadelní hra v próze o dvou jednáních francouzského prozaika, dramatika a básníka Alfreda de Musseta.
Musset hru poprvé publikoval roku 1833 v literárním časopise Revue des deux Mondes a roku 1840 ji zařadil do knižního vydání svých her Comédies et proverbes (Komedie a proverby). Prvního uvedení na jevišti se hra dočkala až roku 1851 v pařížském divadel Comédie-Française.

## Obsah hry
Nesmělý Coelio již několik týdnů miluje krásnou Mariannu, vdanou za šedesátiletého bohatého Klaudia. Samotná Marianna je velice pyšná a jeho milostné dopisy bez přečtení trhá. Nepomáhají ani serenády zpívané pod jejími okny. Těch si však všiml Klaudius, obává se toho, že má Marianna milence a plánuje pomstu.
Mezitím Coelio požádá o pomoc svého nejbližšího přítele Oktáva, cynického a lehkovážného muže, který žije jen večírky, vínem a rozkoší. Mariannu začne svádět, ale ta se mu zpočátku jen vysmívá. Pak však jeho kouzlu podlehne, v čemž hraje svou roli i slepá žárlivost jejího manžela. Pozve Oktáva o půlnoci do svého pokoje, Oktáv však, jako věrný přítel, pošle k Marianně namísto sebe Coelia.
Po odchodu Coelia obdrží Oktáv od Marianny spěšný dopis, ve kterém mu píše, aby k ní nechodil, protože její manžel nechal dům obklíčit vrahy, kteří jej mají zabít. Oktáv spěchá Coelia varovat, ale je již pozdě. Coelio měl sice ještě možnost utéci, ale v domnění, že jej Oktáv oklamal a vyslal úmyslně na smrt, aby měl Mariannu jen sám pro sebe, se nechá zabít.
Oktáv truchlí pro přítele a uvědomuje si, že byl na rozdíl od něho ušlechtilým člověkem, který by dokázal zasvětit celý svůj život milované ženě. Odmítá Marianninu lásku, protože nedovede milovat, slovy: „Já vás nemiluji, Marianno. Coelio Vás miloval!“

## Adaptace

### Hudba
- Les caprices de Marianne (1954), opera francouzského skladatele Henriho Saugueta, libreto Jean-Pierre Gredy.[5]

### Televize
- Die Launen der Marianne (1963), západoněmecký televizní film, režie Jean-Pierre Ponnelle.
- Les caprices de Marianne (1970), francouzský televizní film, režie Georges Vitaly.
- Les caprices de Marianne (1982), francouzský televizní film, režie Pierre Badel.
- Les caprices de Marianne (1994), francouzský televizní film, režie Jean-Daniel Verhaeghe.
- Les caprices de Marianne (2007), francouzský televizní film, režie Pierre Jourdan.[6]

## Česká vydání a inscenace
- Marianniny vrtochy, divadelní incenace, Brno: České národní divadlo 1919, přeložil Julius Beck, režie Rudolf Walter.[2]
- Narianninny rozmary, Praha: V. Rohling 1918. přeložil Hanuš Jelínek.
- Rozmary Marianniny, divadelní inscenace, Praha: Národní divadlo 1921, přeložil Hanuš Jelínek, režie Vojta Novák.[7]
- Komedie a proverby I., Praha: Ladislav Kuncíř 1930, přeložil Jaroslav Zaorálek, obsahuje Marianniny rozmary, S láskou nelze žertovat a Lorenzaccio.
- Dílo, Praha: SNKLHU 1966, obsahuje též Marianniny rozmary v překladu Karla Krause.
- Marianniny rozmary, Španělská stěna, Praha: Dilia 1975, přeložil Josef Hajný.
- Marianniny rozmary, rozhlasová hra, Český rozhlas 2002, režie Hana Kofránková.[8]
- Marianniny rozmary; Neradno s láskou zahrávat si, Praha: Artur 2011, přeložil Ján Simkanič.